# Tidsaxel över kristendomens historia
OBS! Många tidsangivelser i den tidiga kristendomen är vetenskapligt osäkra och ungefärliga, och vilar i många fall på antaganden och inte på säkra data. Marmarr

## Före år 100
- c:a 7 f.Kr. Jesus från Nasaret föds (12 f.Kr.-6 e.Kr., död 30-36).
- 1 Den kristna tideräkningen börjar.
- 26 Pontius Pilatus romersk Praefectus civitatis i provinsen Judeen
- 27 Johannes Döparen grips och dödas av Herodes Antipas
- c:a 30 Jesus korsfästs av romarna i Jerusalem efter en dom i Sanhedrin för hädelse (Kalendariskt tänkbara datum 7 april 30, 3 april 33 och 30 mars 36)
- 36 Pontius Pilatus avgår som prefekt i Judeen
- c:a 36 Saulus omvänds till kristendomen, antar namnet Paulus
- ca 40 Paulus besöker Jerusalem och möter aposteln Petrus och församlingens ledare Jakob, Jesu bror
- ca 40 Den helige Ignatius av Antiochia föds
- 42 Markus bildar kyrkan i Alexandria.
- ca 47 Paulus besöker Cypern
- ca 49 Paulus besöker Korinth
- 49 Konciliet i Jerusalem ("Apostlamötet")
- 50 Översättningen av Gamla Testamentet till arameiska inleds
- 57 Paulus gör sitt sista besök i Jerusalem
- 58 Paulus fängslas i Caesarea
- 60 Paulus lider skeppsbrott vid Malta
- 62 Paulus lider martyrdöden i Rom (kan även ha varit 67)
- 62 Jakob den rättfärdige stenas i Jerusalem.
- 64 Förföljelser av kristna i Rom under Nero efter Roms brand.
- 66 Vespasianus angriper judiska rebeller under Josef ben Mattias vid Jotapata i Galiléen
- 67 Simon Petrus dör, och Linus efterträder honom som biskop av Rom (påve)
- 68 Qumran förstörs av romerska soldater
- 70 Jerusalems förstörelse (kan ha varit 69)
- 79 Anacletus I påve
- 81 Kejsar Domitianus tillträder och regerar till år 96, under hans tid förvisas aposteln Johannes från Efesos till ön Patmos
- 96 Kejsar Nerva tillträder och regerar till år 98
- ca 97 Aposteln Johannes lämnar ön Patmos där han skrivit Uppenbarelseboken och återvänder till Efesos där han skriver Johannesevangeliet.

## 100-talet
- ca 100 Aposteln Johannes, den siste kvarvarande av Jesu tolv apostlar, dör i Efesos
- 110 Ignatius av Antiochia lider martyrdöden i Rom
- 114 Plinius d.y. beskriver hur de kristna sjunger hymner till Kristus som till Gud
- 140 Markion uppträder
- 155 Påven Pius I lider martyrdöden
- 160 Polycarpus av Smyrna, biskop, lider martyrdöden, hade skrivit sitt "Brev till filipperna"
- 166 Påven Soter flyttar påsken från bibliska datumet 14 i månaden Nisan, till nästföljande söndag
- 170 Symmachus gör ny översättning till grekiskan av Gamla Testamentet
- 170 Ett kyrkomöte i Mindre Asien uttalar sig mot montanismen
- 177 Förföljelser mot kristna i romerska riket under kejsare Marcus Aurelius
- 182 Origenes föds
- 185 Theofilos av Antiochia den förste proselyten att bli biskop
- 189 Viktor I blir förste latinske påven, exkommunicerar östkyrkor som fortsätter fira påsken vid 14 Nisan

## 200-talet
- 200 Kristendomen sprids snabbt i Numidien
- 213 Förbundsarken kan ha förts till Etiopien
- 220 Tertullianus
- 230 Kyrkomöte i Rom
- 240 Kyrkomöte i Karthago
- 240 Commodianus
- 250 Mandéerna börjar sammanställa Ginza
- 254 Stefan I påve; särskilda kläder för präster införs
- 258 Valerianusmassakern under kejsare Valerianus; påven och ett flertal biskopar dödas
- 264 Kyrkomöte i Antiochia inleds.
- 265 Dionysios den store blir biskop i Alexandria
- 277 Mani grundar manikeismen i Persien[förtydliga]
- 296 Påven Marcellinus avfällingen offrar till kejsaren

## 300-talet
- 300 Tiridates III, kung av Armenien, antar kristendomen, och Armenien blir världens första kristna stat
- 300 En kyrka vigd till Jungfru Maria byggs på den plats där katedralen i Chartres sedermera uppförs
- 304 Lucia lider martyrdöden för sin kristna tro.[1]
- 306 Vid Kyrkomötet i Elvira förbjuds äktenskap och sexuellt umgänge mellan kristna och judar
- 311 Donatisterna i Nordafrika
- 312 In hoc signe vinces; Konstantin den store anser sig ha fått segern vid ett slag av den kristne guden
- 312 Kyrkofadern Methodius lider martyrdöden
- 313 Genom Ediktet i Milano legaliseras kyrkan av Konstantin den store
- 313 Påven Miltiades exkommunicerar Donatus såsom vederdöpare
- 325 Konstantin den store sammankallar kyrkomötet i Nicaea, det första ekumeniska konciliet
- 326 Konstantin den store börjar uppföra Födelsekyrkan i Betlehem.
- 335 Den heliga gravens kyrka invigs
- 335 Kyrkomöte i Jerusalem, varvid fördömandet av arianismen vid kyrkomötet i Nicaea återtas
- 336 Det första kända firandet av den kristna julen den 25 december.
- 337 Konstantin den store avlider
- 347 Johannes Chrysostomos föds
- 350 Wulfila översätter Nya Testamentet till gotiska
- 350 Codex Sinaiticus och Codex Vaticanus
- 373 Athanasius blir biskop i Alexandria
- 374 Ambrosius blir biskop i Milano
- 381 Kyrkomötet i Konstantinopel, det andra ekumeniska konciliet, sammankallas av Theodosius den store (som förklarat kristendomen för statsreligion), arianerna fördöms.
- 385 Romerska riket i två helt separata riken
- 386 Augustinus vigs till präst och blir snart biskop i Hippo Regius
- 387 cirka Sankt Patrik föds
- 390, 27 februari, Theodosius den store gör kristendomen till statsreligion, hedendomen utsätts för förföljelser.
- 393 Konciliet i Hippo
- 394 Koncilium i Konstantinopel, sammankallat av biskop Nectarius, koncilium i Karthago sammankallat av Augustinus
- 399 Augustinus skriver Confessiones

## 400-talet
- 400 Bibeln ges ut på Ge'ez, och blir officiell bibelöversättning i Etiopisk-ortodoxa kyrkan
- 400 Vulgata
- 400 Peshitta, Bibeln på arameiska, blir standardöversättning för Syrisk-ortodoxa kyrkan
- 406 Den armeniska Bibeln, översatt av Mesrop
- 415 Förföljelser mot icke-kristna i Alexandria på order av Kyrillos av Alexandria, ärkebiskop
- 430 Augustinus dör vid vandalernas plundring av Hippo
- 431 Syrisk-ortodoxa kyrkan splittras i nestorianer och jakobiter
- 431 Kyrkomötet i Efesos, det tredje ekumeniska konciliet, sammankallat av Theodosius II, kejsare av Bysans. Nestorius, Pelagius och deras efterföljare fördöms.
- 483 Kyrkan i Persien blir Nestoriansk.
- 450 Benedikt, grundare av Benediktinorden, föds i Nursia
- 451 Kyrkomötet i Chalkedon sammankallat av Marcian, kejsare av Bysans. Orientaliskt ortodoxa kyrkorna går sin egen väg.
- 495 Påven Gelasius I betecknas som förste påve Vicarius Christi
- 496 Klodvig I, kung i frankerriket övergår till kristendomen

## 500-talet
- 500 Codex argenteus
- 500 Nubien omvänder sig till kristendomen
- 516 Sigismund, kung av Burgund övergår till kristendomen från arianismen
- 520 Det första benediktinerklostret grundas i Monte Cassino
- 535 Justinianus I, kejsare av Bysans utestänger judar från allmänna ämbeten
- 537 Hagia Sofia invigs
- 550 S:t David omvänder Wales till kristendomen
- 553 Andra konciliet i Konstantinopel, det femte ekumeniska konciliet sammankallas av Justinianus I
- 589 Visigoterna övergår till kristendomen,
- 590 Gregorius den store blir påve

## 600-talet
- 664 Synoden i Whitby bestämmer att kyrkan i England ska följa den latinska riten
- 680 Tredje konciliet i Konstantinopel, det sjätte ekumeniska konciliet, inleds

## 700-talet
- 730 Ikonoklastiska striden
- 732 Karl Martell besegrar Abd el-Rahman vid Poitiers och stoppar muslimsk expansion i Europa
- 745 Slovenerna övergår till kristendomen
- 750 Beowulfskvädet
- 752 Kyrkostatens grundläggning
- 787 Andra konciliet i Nicaea, sjunde ekumeniska konciliet, inleds
- 797 Book of Kells

## 800-talet
- 842 Ikonoklastiska striden avslutas
- 869 Fjärde konciliet i Konstantinopel, åttonde ekumeniska konciliet, öppnas

## 900-talet
- 910 Klostret i Cluny
- 994 Olav Tryggvason övergår till kristendomen
- 996 Den förste tysk-romerske kejsaren kröns av påven

## 1000-talet
- 1040-talet Klosterkyrkan i Jumiège i Normandie börjar byggas.
- 1054 Romersk-katolska kyrkan och Ortodoxa kyrkan splittras i två helt separata kyrkor
- 1095 Första korståget startar.

## 1100-talet
- 1101 Första korståget avslutas.
- 1123 Första Laterankonciliet
- 1139 Andra Laterankonciliet
- 1147 Andra korståget startar.
- 1147 Andra korståget avslutas
- 1179 Tredje Laterankonciliet
- 1189 Tredje korståget startar.
- 1192 Tredje korståget avslutas.

## 1200-talet
- 1212 Reconquista i Spanien
- 1215 Fjärde Laterankonciliet
- 1274 Andra Lyonkonciliet

## 1300-talet
- 1341 Femte konciliet i Konstantinopel inleds

## 1400-talet
- 1409 Konciliet i Pisa
- 1414 Konciliet i Konstanz inleds.
- 1431 Konciliet i Florens

## 1500-talet
- 1512 Femte Laterankonciliet
- 1517 Martin Luther publicerar 95 teserna
- 1521 Fördraget i Worms fastställs och riktningen protestantism föds.
- 1545 Tridentinska kyrkomötet inleds.

## 1600-talet
- 1614-1648 - Trettioåriga kriget utkämpas i Centraleuropa.

## 1700-talet
- 1729 Metodismen växer fram efter John Wesleys bibelstudiegrupp.
- 1787 Florenssynoden sammankallas av storhertig Leopold I i Toscana

## 1800-talet
- 1865 Frälsningsarmén grundas.
- 1869 Första Vatikankonciliet inleds. Ofelbarhetsdogmen antas. Gammalkatolska kyrkorna bryter sig ur.
- 1870 Kyrkostaten införlivas med Italien
- 1899 Bibelutdelande organisationen Gideoniterna bildas.

## 1900-talet
- 1905 Baptisternas Världsallians bildas.
- 1910 Missionskonferens i Edinburgh den 14–23 juni. (1910 World Missionary Conference)
- 1925 Stora ekumeniska mötet äger rum i Stockholm den 19–30 augusti.
- 1928 Missionskonferens i Jerusalem den 24 mars–8 april.[2]
- 1929 Lateranfördraget signeras och Vatikanstaten upprättas.
- 1938 Missionskonferens i Tambaram i Indien den 12–29 december.[3]
- 1947 Lutherska världsförbundet bildas.
- 1948 Kyrkornas världsråd bildas.
- 1948 Internationella federationen av fria evangeliska kyrkor bildas.
- 1962 Andra Vatikankonciliet inleds.
- 1970 Reformerta kyrkornas världsallians bildas.
- 1974 Lausannedeklarationen antas vid en internationell kongress för världsevangelisation.
- 1989 Manilamanifestet antas vid en internationell kongress för världsevangelisation.

## 2000-talet
- 15 juni 2014 - Antje Jackelén tillträder som Svenska kyrkans ärkebiskop.[4]

### Fotnoter
1. ↑  Jenny Leonardz (12 december 2004). ”Festligt firande med mörk bakgrund”. Svenska dagbladet. http://www.svd.se/festligt-firande-med-mork-bakgrund. Läst 16 oktober 2015.
2. ↑  Kyrkliga händelser i Svenska Dagbladets Årsbok – sjätte årgången, händelserna 1928 (1929)
3. ↑  Missionskonferensen i Tambaram i Nordisk familjeboks månadskrönika (1939)
4. ↑  ”Religious Organizations” (på engelska). World Statesmen. http://www.worldstatesmen.org/Religious_Organizations.html#Swedish. Läst 16 oktober 2015.